# Ланац (површина)
Ланац је мера за површину земљишта и износи 7192 m². Ланац је дуго био у употреби у земљама у које су биле под Аустроугарском.
1 ланац = 7192 метара квадратних = 0,7192 хектара = 1,25 катастарских јутара

## Коришћење израза данас
Рачунање обрадиве земље у ланцима се и данас користи у неким деловима Војводине, а нарочито у Банату.